# Benoît Becker
Cet article court présente un sujet plus développé dans : Stéphane Jourat et José-André Lacour.
Benoît Becker est un pseudonyme collectif utilisé par Stephan Jouravieff, José-André Lacour, Jean-Claude Carrière et Christiane Rochefort pour signer des romans paru dans les diverses collections des éditions Fleuve noir.